# I Got Dem Ol' Kozmic Blues Again Mama!
I Got Dem Ol' Kozmic Blues Again Mama! — студійний альбом американської співачки Дженіс Джоплін, випущений 11 вересня 1969 року лейблом Columbia Records. Записаний 16–26 червня 1969 року на студії Columbia Records Studios в Нью-Йорку.
У 1969 році альбом посів 23-є місце в чарті R&B Albums і 5-е місце у чарті Billboard 200 журналу «Billboard». 1969 року сингл «Kozmic Blues» посів 41-е місце в чарті Billboard Hot 100.
У 1999 році перевиданий на CD з 3 бонус-треками. В США альбом став платиновим і був проданий 1 000 000 тиражем.

## Історія
Альбом став першим сольним для Дженіс Джоплін після того, як у 1968 році вона залишила гурт Big Brother and the Holding Company.
За формування нового складу (кістяк якого склали Джоплін і Ендрю) взялися Гроссман і прокликані ним на допомогу Майк Блумфілд і Нік Грейвнайтс. 18 грудня 1968 рокумузиканти вперше зібрались на репетицію і з численних варіантів назв (Janis Joplin & the Joplinaires, Janis Joplin Review) обрали Kozmic Blues Band. До складу гурту, окрім Джоплін і Ендрю, увійшли саксофоніст Террі Клементс, барабанщик Рой Марковіц, трубач Террі Генслі, органіст Річард Кермоуд, бас-гітарист Кіт Черрі (екс-Pauper), якого пізніше замінив Бред Кемпбелл.
Перший виступ нового, погано зіграного гурту, відбувся в шоу «Yuletide Thing». 21 грудня Kozmic Blues Band виступили в мемфіському Mid South Coliseum разом з кількома високопрофесійними соул-гуртами і були прийняті дуже прохолодно.
Потім відбувся успішний європейський тур. Після концертів у Франкфурті (знятих німецьким ТБ), Стокгольмі, Амстердамі, Копенгагені та Парижі гурт виступив 21 квітня 1969 року в лондонському Роял Альберт-холлі і отримав схвальні оцінки в «Disc», «Melody Maker», «Daily Telegraph». «New Musical Express» назвав британський дебют Джоплін «тріумфальним»: аудиторія Альберт-холлу, відгукнувшись на її заклик, встала з місць і почала танцювати. «Я пробилася крізь стіну, яку вважала непорушною!» — дивувалася щаслива співачка, маючи на увазі традиційну «британську стриманість», яку вона й не сподівалася подолати.
І все ж в цілому новий гурт розчарував фахівців і слухачів. На думку Сема Ендрю, проблема полягала в тому, що якщо Big Brother був гуртом однодумців, які жили однією сім'єю, то Kozmic Blues Band був акомпануючим гуртом, складеним з «найманих працівників». «При тому, що окремо музиканти Kozmic Blues Band були сильнішими за учасників Big Brother, вони не могли навіть наблизитися до творчої моці останніх. Перші були професійними музикантами з нічних клубів, інші — художниками і артистами… Були моменти, особливо на гастролях в Європі, коли ми добре проводили час, але переважно панувала повна плутанина, ніхто нічого не розумів: ні Дженіс, ні ансамбль», — говорив Ендрю.

## Запис
У червні 1969 року гурт розпочав працювати над альбомом в Hollywood Studios з продюсером Габріелем Меклером, відомим за роботою зі Steppenwolf. Попри його зусилля, а також на спроби Гроссмана відібрати лише якісний пісенний матеріал, альбом, на думку деяких критиків, виявився слабким. Джоплін (як зазначав Мак-Дермотт), з одного боку, «була геніальною співачкою, з іншого — ніяким лідером»: вона не вміла ні стримувати себе, ні керувати музикантами, координуючи дії ансамблю. «…При цьому вона не могла змиритися з тим, що інші намагалися зробити це за неї. На допомогу були покликані Майк Блумфілд і Нік Гравенітес, і дуже до речі, але вони відтіснили Дженіс на задній план, а там вона перебувати не звикла», — згадував Ендрю.
Не припиняючи роботу в студії, гурт зіграв на триденному Ньюпортськом поп фестивалі (Нортридж, Каліфорнія) і на поп фестивалі в Атланті. 16 серпня Дженіс і Kozmic Blues Band виступили на фестивалі у Вудстоку, відігравши сет з 10 пісень, включаючи хіти «Summertime» і «Ball and Chain» (запис виданий пізніше на альбомі Woodstock Experience). Перед поїздкою в Вудсток гурт покинув Сем Ендрю, на фестиваль замість нього поїхав гітарист Джон Тілл.

## Відгуки
Альбом I Got Dem Ol' Kozmic Blues Again Mama! у жовтні 1969 року посів 5-е місце в чарті Billboard 200 та 23-є місце в чарті R&B Albums і згодом став золотим. 1969 року сингл «Kozmic Blues» посів 41-е місце в чарті Billboard Hot 100.
Американська преса зустріла його прохолодно (європейська, навпаки, відреагувала майже захоплено). Багато рецензентів відзначали, що місцями матеріал альбому не дотягує до рівня Джоплін, місцями сама вона витягає його до свого рівня. «Суперзірка здатна підняти, врятувати безнадійні речі, в той час, як посередній співак вбиває найкращі… „One Good Man“ — лише непогана пісня, але суперзірка Дженіс Джоплін підіймає її до свого рівня, голос її звучить немов набат в джунглях емоцій… Ще яскравіший приклад — класика Роджерса і Гарта „Little Girl Blue“. Багато поколінь байдужих виконавців затерли її до дір, так що ми перестали і чекати від неї чогось, і ось стало ясно, наскільки хороша ця річ», — писав Пітер Райлі в «Stereo Review».
У 1999 році перевиданий на CD з 3 бонус-треками. В США альбом став платиновим і був проданий 1 000 000 тиражем.

## Список композицій
1. «Try (Just a Little Bit Harder)» (Джеррі Раговой, Чіп Тейлор)  — 3:57
2. «Maybe» (Річард Барретт)  — 3:41
3. «One Good Man» (Дженіс Джоплін)  — 4:12
4. «As Good as You've Been to This World» (Нік Гравенітес) — 5:27
5. «To Love Somebody» (Баррі Гібб, Робін Гібб)  — 5:14
6. «Kozmic Blues» (Дженіс Джоплін, Габріель Меклер)  — 4:24
7. «Little Girl Blue» (Лоренц Гарт, Річард Роджерс) — 3:51
8. «Work Me, Lord» (Нік Гравенітес) — 6:45

## Учасники запису
- Дженіс Джоплін — вокал
- Сем Ендрю — гітара,
- Бред Кемпбелл — бас
- Габріель Меклер, Річард Кермоуд — орган
- Лонні Кастіль, Морі Бейкер — ударні
- Корнеліус «Снукі» Флауерс — баритон-саксофон
- Террі Клементс — тенор-саксофон
- Луїс Гаска — труба
- Сем і Снукі — бек-вокал

Технічний персонал
- Габріель Меклер — продюсер
- Алекс Казанеграс, Джеррі Гохман, Сай Мітчелл — інженери звукозапису
- Роберт Крамб — дизайн обкладинки
- Фред Ломбарді, Майкл Фрідман, Річард ДіЛелло — фотографії звороту обкладинки
- Брюс Стайнберг — фотографія обкладинки

## Хіт-паради
Альбоми
| Рік  | Чарт          | Позиція |
| ---- | ------------- | ------- |
| 1969 | R&B Albums    | 23      |
| 1969 | Billboard 200 | 5       |

Сингли
| Рік  | Сингл          | Чарт              | Позиція |
| ---- | -------------- | ----------------- | ------- |
| 1969 | «Kozmic Blues» | Billboard Hot 100 | 41      |

## Видання
| Країна | Дата | Лейбл    | Формат | Каталог  |
| ------ | ---- | -------- | ------ | -------- |
| США    | 1969 | Columbia | LP     | KCS 9913 |

## Продажі
| Країна     | Сертифікат | Продажі   |
| ---------- | ---------- | --------- |
| США (RIAA) | платиновий | 1 000 000 |